# Darty
Darty är en fransk hemelektronikkedja som grundades 1957 av Nathan, Marcel och Bernard Darty i den franska staden Montreuil. År 2008 fanns det 214 varuhus och 11 506 anställda över hela landet. I Italien har de 12 butiker och 214 anställda. I Schweiz hade de 5 butiker och 114 anställda (fram till avyttrandet 2009). I Turkiet har de 6 butiker och 58 anställda. Kedjan ägs av Kesa Electricals Plc. I Frankrike omsatte kedjan 2 727,7 miljoner euro år 2007.